# Ehecatl

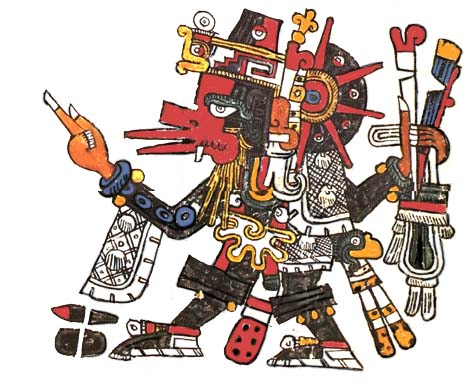
Quetzalcoatl/Ehecatl.

Ehecatl é o deus do vento na mitologia asteca e em outras culturas da Mesoamérica. Usualmente é interpretado como uma das manifestações de Quetzalcóatl, a serpente emplumada, tomando o nome de Ehécatl-Quetzalcoatl, representando o aspecto tenebroso deste deus. É um dos deuses principais da criação e heroi cultural nas mitologias de criação do mundo.
Em náuatle, ehēcatl significa vento.
Seu alento inicia o movimento do Sol, anuncia e faz a um lado à chuva. Traz vida ao que está inerte. Enamorou-se de uma humana chamada Mayáhuel, e deu à humanidade a habilidade de amar para que ela pudesse corresponder a sua paixão. Seu amor foi simbolizado com uma formosa árvore que cresce no lugar no que chegou Ehécatl à terra.
Segundo o mito asteca, depois da criação do quinto sol, este estava fixo num ponto do céu, bem como a lua, até que Ehécatl soprou sobre eles e os pôs em movimento.
Usualmente era representado com uma máscara bucal vermelha em forma de pico. Com ela limpava o caminho para Tláloc, deus da chuva, e os Tlaloque, deuses menores da chuva. Ocasionalmente era representado com duas máscaras. Tem um caracol no peito, pois o vento é usado para tocar o caracol, e assemelha o som do vento.

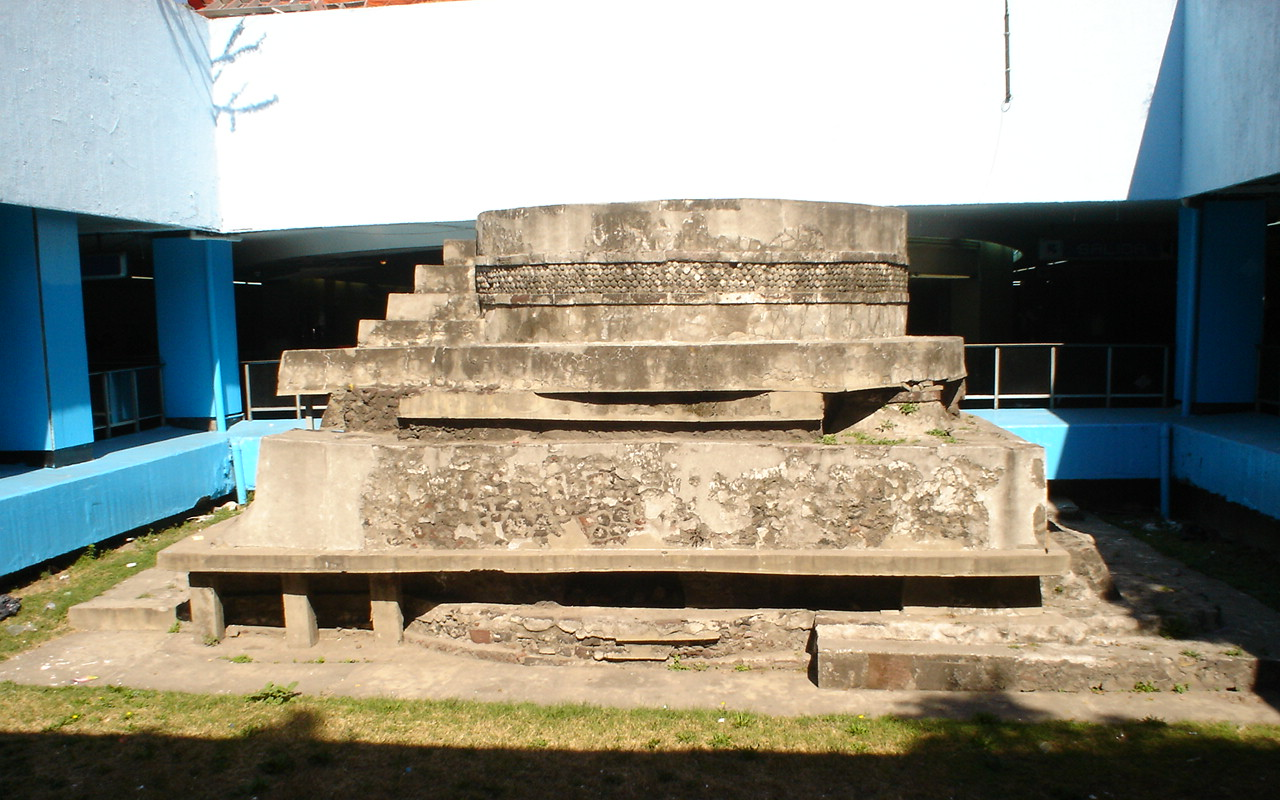
Monumento a Ehécatl na estação Pino Suárez

Os seus templos normalmente tinham forma circular, para ter menor resistência ao vento e ajudar a sua circulação. Por vezes era associado com os quatro pontos cardeais, pois o vento vem e vai em todas direções.